# Ellen Andrée
Ellen Andrée (Parigi, 1857 – 1925) è stata un'attrice teatrale francese.
La sua carriera professionale inizia come modella verso la metà degli anni settanta del XIX secolo, quando viene ritratta da vari pittori impressionisti. Tra questi troviamo Henri de Toulouse-Lautrec, Édouard Manet, Edgar Degas e Pierre-Auguste Renoir.
Dal 1879 ai primi anni venti del XX secolo è apparsa in scene di teatro naturalista e ha avuto ruoli in commedie diverse, raggiungendo un certo successo.

## Artisti e opere nelle quali compare come modella
- Édouard Manet: La Parisienne (1874), La prugna (1878), Il caffè, Da padre Lathuille
- Auguste Renoir: La fine della prima colazione, il pranzo dei canottieri[2]
- Edgar Degas: L'assenzio (1876), accanto a Marcellino Desboutin
- Henri Gervex: Rolla (1878), Prima dell'operazione (1887), Visite imprévue (1878)
- André Gill
- Alfred Stevens
- Florent Willems

## Parti principali in teatro
- 1898: Les Boulingrin di Georges Courteline
- 1899: Les Gaietés de l'escadron di George Courteline
- 1900: Le commissaire est bon enfant di George Courteline
- 1900: La signora Lepic in Pel di carota di Jules Renard al Théâtre Antoine il 2 marzo 1900
- 1902: Boule de suif di Oscar Méténier, da una novella di Guy de Maupassant
- 1903: Pauline in Monsieur Vernet di Jules Renard al Théâtre Antoine il 6 maggio 1903
- 1908: Le Lys di Gaston Leroux
- 1911: Le Tribun di Paul Bourget, Theatre du Vaudeville
- 1912: La Prise de Berg-Op-Zoom di Sacha Guitry, Theatre du Vaudeville
- 1913: La Belle Avventure di Gaston Arman de Caillavet, Robert de Flers e Rey Etienne
- 1921: Le Chemin de Damas di Peter Wolff, Théâtre du Vaudeville
- 1921: Le Comédien di Sacha Guitry
- 1923: Les Vignes du seigneur di François Croisset